# 青頭槳鰭麗魚
青頭槳鰭麗魚，為輻鰭魚綱鱸形目隆頭魚亞目慈鯛科的其中一種，分布於非洲馬拉威湖及Lumessi河流域，體長可達9公分，棲息在岩石底質水域，雄魚會築巢，具有領域性，雌魚成小群活動，生活習性不明。